# Яншин, Александр Леонидович
Алекса́ндр Леони́дович Я́ншин (28 марта 1911, Смоленск — 9 октября 1999, Москва, Россия) — советский и российский учёный-геолог, академик АН СССР (1958). Вице-президент АН СССР (1982—1988), один из основателей Сибирского отделения АН СССР и Института геологии и геофизики СО АН СССР. Почётный директор Института литосферы окраинных и внутренних морей РАН, президент Московского общества испытателей природы (1967—1999). Герой Социалистического Труда, лауреат двух Государственных премий СССР.

## Биография

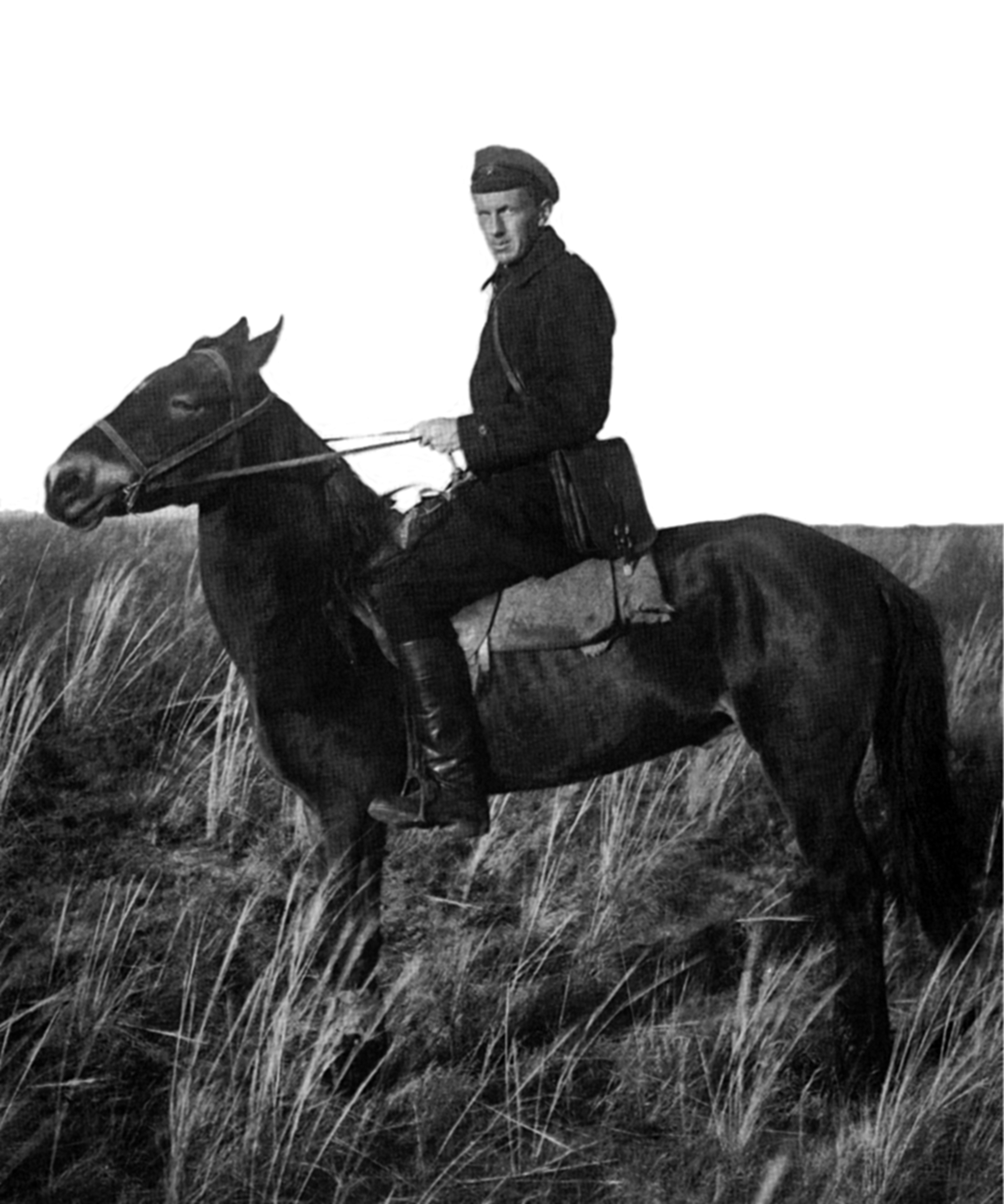
А. Л. Яншин, 1930-е года.

Александр и Фидан Яншины

Родился 15 (28) марта 1911 года в городе Смоленск. Отец — Леонид Александрович, окончил юридический факультет Московского университета, работал юристом в Смоленске. Мать — Мария Петровна (дочь П. Ф. Ланина). Дядя — артист М. М. Яншин (1902—1976).
В 1928 году поступил на геологическое отделение Московского государственного университета, откуда через два года перешёл в Московский геологоразведочный институт.
С 1 мая 1936 года работал сотрудником Геологического института АН СССР (вскоре объединённого в Институт геологических наук АН СССР). Занимал должность заведующего отделом региональной тектоники.
В 1937 году присуждена учёная степень кандидата геолого-минералогических наук без защиты диссертации.
В 1944 году за успешное выполнение заданий правительства СССР был награждён орденом Трудового Красного Знамени.
В 1952 году защитил диссертацию на соискание учёной степени доктора геолого-минералогических наук по теме «Геология Северного Приаралья», изданную в 1953 году в виде монографии под названием «Геология Северного Приаралья. Стратиграфия и история геологического развития».
Первым крупным научным достижением А. Л. Яншина стали исследования стратиграфии, тектоники и геоморфологии Северного Приаралья (1953).
После избрания действительным членом АН СССР в 1958 году в центре научных интересов А. Л. Яншина оказалась Сибирь, им были разработаны теоретические основы и инициированы поиски калийных солей и фосфоритов в Восточной Сибири и Монголии, приведшие к открытию крупнейшего месторождения калийных солей в кембрийских отложениях Прибайкалья и Хубсугульского фосфоритоносного бассейна в Монголии.
В 1978 году А. Л. Яншин получил Государственную премию СССР за 15-томный труд «История развития рельефа Сибири и Дальнего Востока», созданный группой авторов под его руководством. Являлся председателем и членом многих научных советов, комиссий и комитетов, был одним из основателей Сибирского отделения РАН и Института проблем нефти и газа СО РАН.
В 1982 году избран вице-президентом Академии наук СССР и стал директором Института литосферы, переехал в Москву.
Принимал активное участие во многих важных проектах, связанных с вопросами экологии. Будучи членом Верховного Совета СССР, он входил в состав ряда комиссий, занимая активную гражданскую позицию и подготовил теоретически обоснованные возражения, повлиявшие на решения по реализации многих экологически спорных проектов индустриализации и преобразования природы: проекта «поворота рек», сооружения канала Волга-Чограй, загрязнения озера Байкал, строительства Крымской АЭС и др.
В середине 1980-х в связи с обсуждением проекта «поворота рек» стал руководителем научно-экспертной комиссии «О повышении эффективности мелиорации почв в сельском хозяйстве» (так называемая «комиссия Яншина»), которая в течение нескольких лет была экологическим центром страны и оказала решающее влияние на отказ руководства СССР от проекта.
В 1992 году подписал «Предупреждение учёных мира человечеству».
В 1993 году он стал одним из организаторов и первым президентом «Российской экологической академии».
Скончался 9 октября 1999 года в Москве, похоронен на Введенском кладбище (11 уч.).

### Семья
- Первая жена — Л. Н. Формозова (урождённая Промптова) (1905—1990) — советский геолог, с 1942 года работала в отделе литологии ГИН АН СССР, доктор геолого-минералогических наук (1958). В первом браке была за А. Н. Формозовым.
- Вторая жена — Ф. Т. Яншина (урожд. Биккенина) (1933—2011) — советский геолог, философ и историк науки[9].

### Адреса
В Москве проживал по адресу: Малая Калужская улица, дом 12.

## Награды
- 1944 — Орден Трудового Красного Знамени за успешное выполнение заданий Правительства в области обеспечения промышленности запасами минерального стратегического сырья.
- 1945 — Орден «Знак Почёта» за развитие промышленности и науки
- 1945 — Медаль «За доблестный труд в Великой Отечественной войне 1941—1945 гг.»
- 1948 — Медаль «В память 800-летия Москвы»
- 1967 — Орден Ленина за создание Новосибирского научного центра СО АН СССР
- 1969 — Государственная премия СССР за Тектоническую карту Евразии
- 1970 — Медаль «В ознаменование 100-летия со дня рождения Владимира Ильича Ленина»
- 1971 — Орден Ленина за заслуги в развитии геологии и в связи с 60-летием со дня рождения
- 1971 — Медаль «50 лет Монгольской Народной Революции»
- 1974 — Орден Трудовой Славы (Монголия) за геологическое исследование МНР
- 1973 — Золотая медаль имени А. П. Карпинского по совокупности работ в области геологии
- 1975 — Орден Трудового Красного Знамени за заслуги в развитии советской науки и в связи с 250-летием АН СССР
- 1975 — серебряная медаль имени C. Бубнова геологического общества ГДР
- 1978 — Государственная премия СССР за монографию «История развития рельефа Сибири и Дальнего Востока» (15 томов, 1964—1976)
- 1981 — Герой Социалистического Труда с вручением Ордена Ленина, за большие заслуги в развитии геологической науки, подготовке научных кадров и в связи с 70-летием[11].
- 1986 — Орден Октябрьской революции за большие заслуги в развитии геологической науки, подготовке научных кадров и в связи с 75-летием
- 1994 — Премия им. А. П. Виноградова Российской академии наук за монографию «Уроки экологических просчётов» (с А. И. Мелуа)
- 1996 — Орден «За заслуги перед Отечеством» 3-й степени.
- 1996 — знак «За заслуги» Российской Академии естественных наук 1-й степени.

## Членство в организациях
- 1936 — Всесоюзное географическое общество (РГО)
- 1939 — Московского общества испытателей природы, вице-президент (1958), президент (c 1967)
- 1958 — действительный член (академик) АН СССР
- 1958 — член Геологического общества Франции
- 1959 — член Междуведомственного стратиграфического комитета АН СССР
- 1960 — член Комитета Советского национального объединения историков естествознания и техники, председатель Отделения истории естествознания и техники Национального комитета РАН по истории и философии науки (с 1993).
- 1960 — член бюро Комиссии по изучению четвертичного периода АН СССР, председатель (с 1983)
- 1965 — член бюро Междуведомственного тектонического комитета АН СССР
- 1968 — член библиотечного совета по естественным наукам при Президиуме АН СССР
- 1969 — почётный член Геологического общества Болгарии
- 1974 — иностранный член Монгольской академии наук[12]
- 1977 — член правления Всесоюзного общества Знание
- 1985 — председатель Комиссии по разработке научного наследия В. И. Вернадского
- 1986 — член Президиума Всероссийского общества охраны памятников истории и культуры
- 1989—1991 — народный депутат СССР
- 1992 — президент Российской экологической академии
- 1992 — почётный академик РАЕН
- 1996 — иностранный член Академии наук Грузии
- 1997 — почётный академик Горной академии

## Память
В честь А. Л. Яншина:

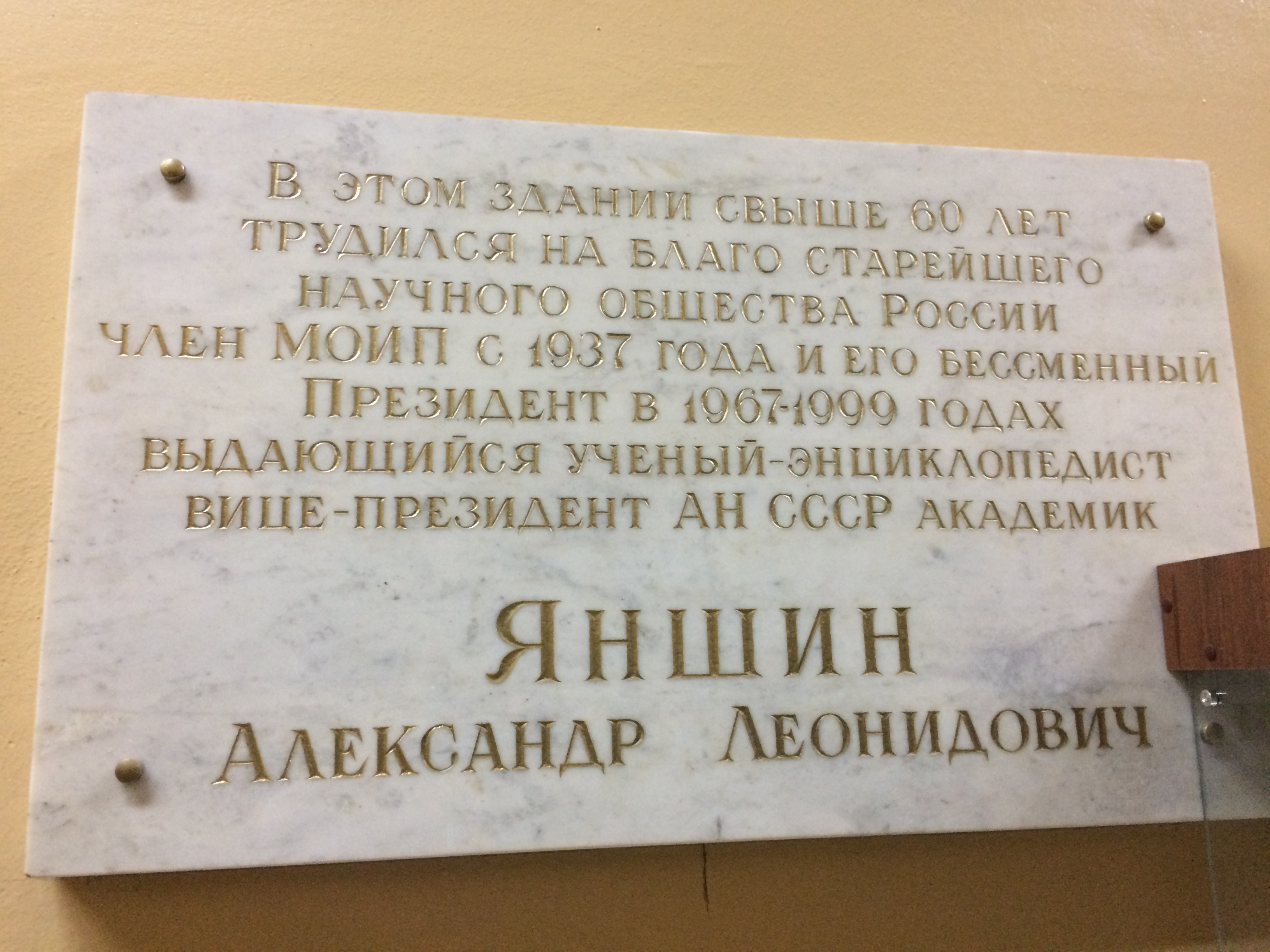
Мемориальная доска в МОИП

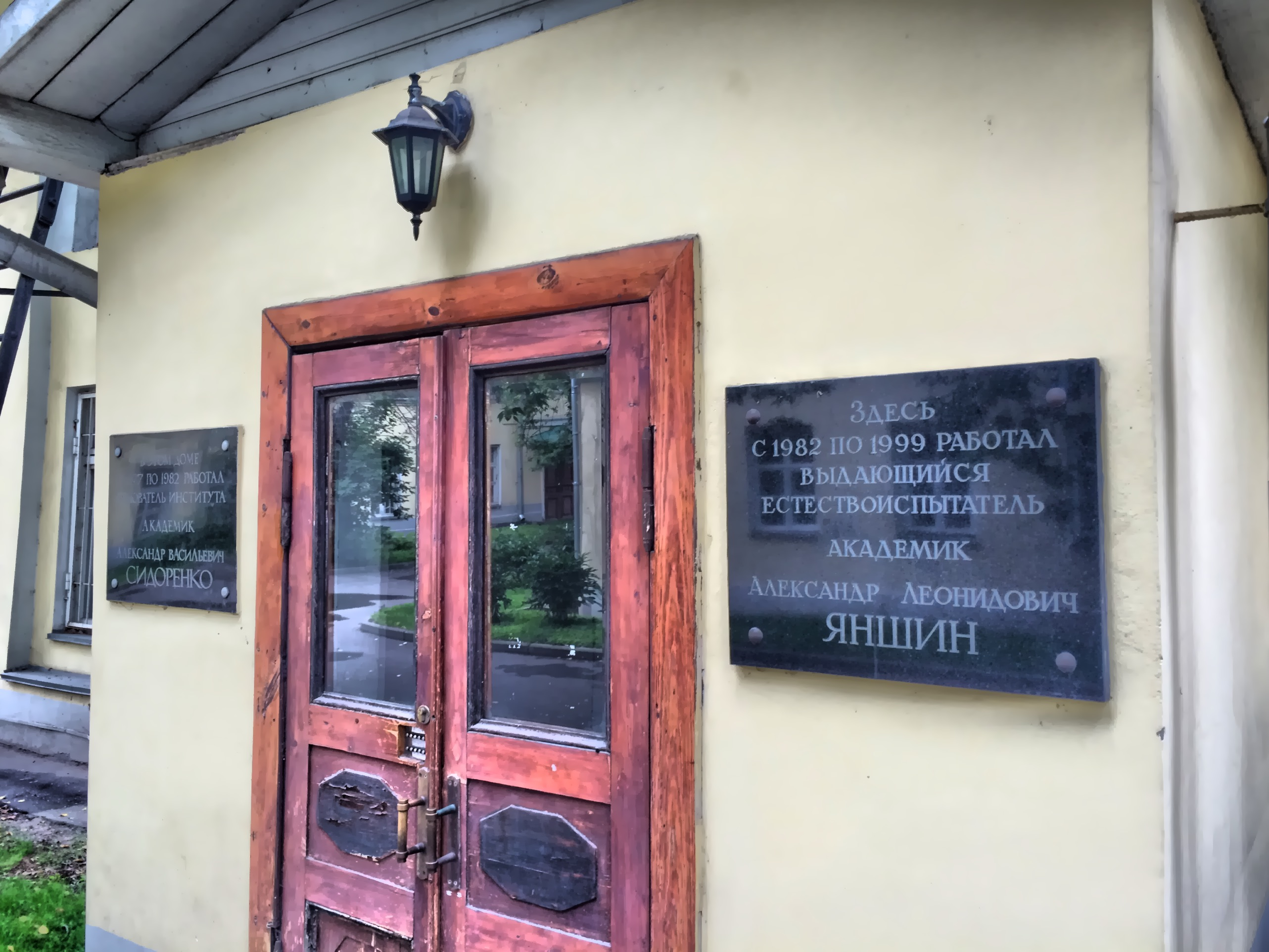
Мемориальная доска в ГИН РАН

- Назван минерал — яншинит (1969, 1978)[13]
- Проводятся научные «Яншинские чтения»
- Присуждается «Яншинская премия»[14]
- Создан «Фонд имени академика А. Л. Яншина»

Установлены мемориальные доски на зданиях:
- Институт литосферы окраинных и внутренних морей РАН, Москва
- Объединённый институт геологии, геофизики и минералогии Сибирского отделения РАН, Новосибирск

Ископаемые животные:
- Cibicidoides janshini J. Nikitina, 1979 — вид фораминифер, олигоцен Прикаспия.
- Clavulina janshini Lipman, 1960 — вид фораминифер, палеоцен Западной Сибири.
- Nuculana janschini Mironova, 1962 — вид двустворчатых моллюсков, эоцен Приаралья.
- Chiton janschini Makarenko, 1969 — вид полиплакофор, палеоцен Украины.
- Pectinatites ianschini Ilovayski & Florenski, 1941 — вид головоногих моллюсков, верхняя юра Прикаспия.

Ископаемые растения:
- Cornus janschinii Vasilevsk — ископаемый дёрен[16]

## Основные работы
- Яншин А. Л. Новые данные о геологическом строении и гидрогеологии района Чушкакульской антиклинали. Отв. ред. Б. А. Петрушевский. — Л.: Изд-во АН СССР, 1940. — 48 с.
- Зятькова Л. К., Яншин А. Л. Применение аэрокосмической информации при геологических исследования Сибири. — Новосибирск: Изд-во ИГИГ, 1981. — 20 с.
- Яншин А. Л. Эволюция геологических процессов в истории Земли. — Л.: «Наука», Ленингр. отд., 1988. — 39 с. — ISBN 5-02-025763-X.
- Яншин А. Л., Пущаровский Ю. М., Палей И. П. и др. Учебное пособие к тектонической карте Евразии. — Саратов : Изд-во Сарат. ун-та, 1978. — 171 с.
- Яншин А. Л., Жарков М. А. Руды плодородия. (Агрохимические руды). — М.: «Советская Россия», 1985. — 157 с.
- Яншин А. Л., Виноградов Б. В., Трифонов В. Г. Исследование природных ресурсов земли в СССР на основе средств аэрокосмической техники. — М.: [Б. и.], 1984. — 18 с.
- М. И. Будыко, Ронов А. Б., Яншин А. Л. История атмосферы. — Л. : Гидрометеоиздат, 1985. — 208 с.
- Шатский Н. С., Яншин А. Л. Портреты геологов. — М.: «Наука», 1986. — 304 с.
- Яншин А. Л., Жарков М. А. Фосфор и калий в природе. Отв. ред. Ю. Н. Занин. — Новосибирск: «Наука», Сиб. отд., 1986. — 190 с.
- Яншин А. Л., Мелуа А. И. Уроки экологических просчётов. — М.: «Мысль», 1991. — 430 с. — ISBN 5-244-00442-5.
- Яншин А. Л. Из неопубликованного. Сост. Ф. Т. Яншина. — М.: «Наука», 2003. — 364 с. — ISBN 5-02-006275-8.

### Собрание сочинений
- Яншин А. Л. Избранные труды. — М.: «Наука»; Новосибирск: Изд-во ИНГГ СО РАН:

- Т. 1. Кн. 1. Региональная тектоника и геология. — 2011. — 427 с. — ISBN 978-5-02-035819-5
- Т. 1. Кн. 2. Региональная тектоника и геология. — 2011. — 506 с. — ISBN 978-5-02-035829-4.
- Т. 2. Кн. 1. Теоретическая тектоника и геология. — 2011. — 477 с. — ISBN 978-5-02-035820-1.
- Т. 2. Кн. 2. Теоретическая тектоника и геология. — 2011. — 408 с. — ISBN 978-5-02-035830-0.
- Т. 3. Геология дна морей и океанов. — 2014. — 287 с. — ISBN 978-5-02-036029-7.
- Т. 4. Стратиграфия и палеогеография. — 2014. — 535 с. — ISBN 978-5-02-036030-3.